# Thập niên 310
Thập niên 310 hay thập kỷ 310 chỉ đến những năm từ 310 đến 319.